# LEVY FACE ツインテイル
『LEVY FACE ツインテイル』（レヴィ・フェイス ツインテイル）は、伊藤洋行による日本の漫画作品。『月刊コミックコンプ』（角川書店）にて1993年から、1994年にかけて連載された。単行本は全2巻。

## ストーリー
宇宙経済を仕切るギルドファイナンス、別名取り立て屋の一社員であるライゾウは、ある日差押え品の中にあった指輪をはめた途端、双子の少女の主人となってしまう。この双子をヒメ、ヒナと名づけ育てることにする。彼女たちもライゾウをパパと慕うが、この双子は封印を解くととてつもない力を持ち、それはライゾウ達の手に余る襲いかかる脅威を、苦も無く排除してしまう程のものだった。
ヒナとヒメは、ライゾウとその上司サモンと共に、ギルドのメンバーとなり、宇宙経済と治安を乱す者達が起こす様々な事件に立ち向かっていく。

## 登場人物
ヒナ
ライゾウが目覚めさせた双子の少女の片割れで、銀髪のポニーテールが特徴。
指輪の話によると、かつて宇宙に高度な文明が幾つも栄え、それによる経済によって潤っていた時に、突如現れた敵「キャンサー（CANCER）」によって文明に危機が迫った時、各方面の科学、魔術などの知識と技術を応用させて誕生させた「人で有って人で無い」という存在であり、ヒメとは心臓の鼓動も、心拍数も同じであり、「2人で1人」と指輪が評する。
そうして得られる無限ともいえる超絶的なパワーの放出と制御を司っており、そうした力で対象物を消滅させてしまうが、普段はヒメと共にライゾウとアリサを本当の両親のように思って懐いており、2人の死後は保護者代わりとなったサモン達の為に戦うようになる。
ヒメ
ヒナと同じく、ライゾウが目覚めさせた双子の片割れで、赤いロングヘアーの髪型。
指輪とライゾウによって目覚めた後、ヒナと共にライゾウとアリサ、サモン達から人としての感情と喜怒哀楽を学び、それによってギルドとライゾウ達の為に戦う使命に目覚める。ヒナと共に完全に覚醒する前には、目の部分にアイマスクをかけていたが、ライゾウとアリサがキャンサーに殺された時に悲しみと怒りの感情が発現して真の力に目覚め、以降の戦闘時にはアイマスクなしになる。
無限のエネルギーを採り入れてる供給と変換を司っており、それを放出・制御するヒナと合わせて発揮する超絶的な力を見せるが、それを指輪は「創造と破壊の女神」と称している。
ライゾウ
ギルドファイナンスの一社員でかつ、サモンの部下の元整備士。
差押え品の中にあった指輪をはめた途端、ヒナとヒメを目覚めさせ、当初は状況が呑み込めずに逃げ回っていたが、サモンと指輪の説得により、やがて2人を受け容れて父親の代わりとなり、2人と共に暮らし始める。
恋人アリサと共に2人に助けられる中で、実の子以上の愛情を覚え、注いでいくが、キャンサーに捕まった2人を救う為にアリサと共に飛び込むも、その最中でキャンサーの攻撃から2人を救う為に自爆する。
サモン
ギルドファイナンスの腕利きの取り立て実行部隊長で、義眼とモヒカンが特徴の巨漢。その外観から判るように屈強な武闘派で、仕事に厳しく、熱血漢過ぎるところがあるものの、力任せなだけでは無く、冷静沈着に状況を分析したり、柔軟さと臨機応変さも持ち合わせて作戦を成功に導く事から、部下からの信望は篤い。
ヒナとヒメの主人となったライゾウを部隊指揮官に任命するが、ライゾウとアリサの死後はヒナとヒメを引き取り、保護者代わりとなり、2人を「ツインテイル」と名付ける。規格統一された覆面バイザーを被った自分の部下達の見分けも付けられる特技も持つ。
アリサ
宇宙軍アカデミアを首席で卒業し、ギルドに入った才知溢れる美女。サモンの隊に配属されてライゾウと出逢い、そこで恋仲となる。
ヒナとヒメを扱うライゾウのチームの主任となり、ヒナ、ヒメにとって文字通り母親のような存在で、彼女自身も母性本能が強く、ライゾウと共にヒナ、ヒメに愛情を注ぎ、ヒナとヒメにも愛され、ライゾウと幸せな時を過ごすが、その幸福は長くは続かず、キャンサーに捕らえられたヒナとヒメを救う為にライゾウと共に命を落とす。
レイコ・ミヤモト
ギルドファイナンス常務の女性で、かつてはDr.パイルと旧友でアカデミーでトップを張っていた事もある才女であり、サモン直属の上司でもある。
一時はギルド本部の命令で、ヒナとヒメを対キャンサー用のデータ収拾で本部に送られるよう命令された事をサモンに伝えるが、サモンと部下達からの強硬な反対と誠意を知って見逃す。惑星エド事件が終息した後、Dr.パイルと再会した時、ランクSから除外することを条件に、ヒナとヒメの観察と研究のサポート主任としてスカウトする。
Dr.パイル
本名はパイラ・フローレンスという名の美人科学者だが、非合法研究や、生物兵器を造りだしたことでギルドからは危険人物ランクSに指定されている。その生みだした生物兵器はそこらの軍隊や、ギルドの部隊をものともしない程の力を誇るが、ヒナとヒメの敵ではなく、倒されていった。
悪名高い人物ではあるが、一方で計算高く、悪になりきれない面もあり、それ故に自分の罪にならないようギルドに自分が利用された事を伝えたり、双子の力を見込んでの自分の作品の排除を依頼したり、窮地に陥ったサモンの援護も行う。そしてレイコからの依頼で、ヒナとヒメの研究と面倒を見る事を承諾する。
サモンの妻
サモンの女房となる童顔の可愛らしい顔立ちの小柄な女性で、サモンを「パパ」と呼ぶ。サモンと夫婦になったいきさつは、惑星フリードで倒産した企業の調査を行った際に、薬品工場で証拠隠滅で企業側に消されそうになった時に助けられ、その際の戦闘で負傷したサモンを介抱した事からだった。
料理が得意で、ライゾウとアリサの死後は、ヒナとヒメの新たな母親代わりともなる。

## 登場メカニック
ゴルゴン
サモンが指揮するギルドの機動母艦で、鬼瓦のような形状の艦首を持ち、口の中には必殺の拘束兵器であるゴルゴン砲を装備している。
ダイモン
キャンサー出現に於いて、サモンへゴルゴンに代わって引き渡され、その指揮で初陣出動したギルドの最新機動母艦。ヒナとヒメに動力部のエネルギーを供給されて性能を遙かに上回るパワーを発揮した事もある。同じく艦首にゴルゴン砲を装備し、艦載機のランドシップを搭載。
アイアンゴースト
ギルドブラックリストに入っているキッド・ナップ・ゴーストがコントロールする要塞兵器で、大型のマニピュレーターを6本持って、攻撃と防御に用いてゴルゴンを苦戦させるが、ヒナとヒメをライゾウに奪回された後に、ゴルゴン砲を浴びて機能停止する。

## その他
指輪
太古にキャンサーの脅威に晒されていた宇宙で、ヒナ、ヒメと共に生み出され、2人の事を後世の人々に伝える情報端末となっている指輪で、古代文字のような文字が刻まれた外縁と、中央に目が1つあるのが特徴。はめ込んだ者を主人（マスター）として認識し、双子の少女二人を育て導く使命を託していく。
人語を話す事が可能で、ライゾウとサモンに、双子の誕生と、それに伴う出来事や、古代文明が滅んだいきさつなどを伝え、2人の力を正しい方向へ持っていくよう導く役割を持つ。
キャンサー
宇宙各地で栄えていた古代文明を滅ぼした元凶ともいうべきもので、人類にとって天敵とも呼べる存在。かつて宇宙にその脅威が訪れた時、各文明が科学や魔術など様々なものを用いて、ヒナとヒメを、対抗する最終兵器として生みだしたが、その超絶過ぎる力がキャンサーのみならず、自分達にまで降りかかると恐れた古代文明は、双子を覚醒させること無く滅亡したと指輪が伝えている。病原体や癌細胞のように宇宙中で増殖していき、星々や宇宙を次々と滅ぼしていく事から、人類からは「CANCER（癌）」というコード名で呼ばれるようになったが、その正体がなんなのかは明らかにされていない。
見た目は裸身の女性のように見えるが、あらゆる物を破壊して吸収していき、ギルドの宇宙船を次々と襲い、重装備の戦艦でさえいとも簡単に粉砕して自分の一部にして取り込み、敵対する者は誰であれ情け容赦なく殺戮する。一時はヒナとヒメも捕縛され、2人を自分の一部に吸収しようとするが、ライゾウとアリサの犠牲で真の力に覚醒し、愛する両親の命を奪われた2人の怒りを買った結果、消滅させられる。